# Liste der Rieden in Wien
Die Liste der Rieden in Wien folgt der Verordnung des Magistrates der Stadt Wien, mit der die Weinbaufluren abgegrenzt werden (2016). Sie ist nach Rieden, Gemeindebezirken und Katastralgemeinden sortierbar.

## Rieden
| Riede                 | Foto | Foto                                 | Gemeindebezirk   | Katastralgemeinde | Standort |
| --------------------- | --- | ------------------------------------ | ---------------- | ----------------- | -------- |
| Goldberg              | | Weitere Bilder auf Wikimedia Commons | 10., Favoriten   | Oberlaa-Stadt     | Standort |
| Haidäcker             | | Weitere Bilder auf Wikimedia Commons | 10., Favoriten   | Oberlaa-Stadt     | Standort |
| Johannespointen       | | Weitere Bilder auf Wikimedia Commons | 10., Favoriten   | Oberlaa-Stadt     | Standort |
| Unteres Feld          | | Weitere Bilder auf Wikimedia Commons | 10., Favoriten   | Oberlaa-Stadt     | Standort |
| Weichseltal           | | Weitere Bilder auf Wikimedia Commons | 10., Favoriten   | Oberlaa-Stadt     | Standort |
| Gloriette             | |                                      | 13., Hietzing    | Schönbrunn        | Standort |
| Liesenpfennig         | | Weitere Bilder auf Wikimedia Commons | 13., Hietzing    | Schönbrunn        | Standort |
| Bergheiden            | | Weitere Bilder auf Wikimedia Commons | 13., Hietzing    | Speising          | Standort |
| Liebhart-Sommerleiten | | Weitere Bilder auf Wikimedia Commons | 16., Ottakring   | Ottakring         | Standort |
| Rosengartl            | | Weitere Bilder auf Wikimedia Commons | 16., Ottakring   | Ottakring         | Standort |
| Wilhelminenberg       | | Weitere Bilder auf Wikimedia Commons | 16., Ottakring   | Ottakring         | Standort |
| Alsegg                | | Weitere Bilder auf Wikimedia Commons | 17., Hernals     | Dornbach          | Standort |
| Heuberg               | | Weitere Bilder auf Wikimedia Commons | 17., Hernals     | Dornbach          | Standort |
| Arnolzau              | | Weitere Bilder auf Wikimedia Commons | 19., Döbling     | Grinzing          | Standort |
| Glocken               | Bild gesucht BW                                                                                                |                                      | 19., Döbling     | Grinzing          | Standort |
| Hauermandl            | Bild gesucht BW                                                                                                |                                      | 19., Döbling     | Grinzing          | Standort |
| Hungerberg            | |                                      | 19., Döbling     | Grinzing          | Standort |
| Kleben                | | Weitere Bilder auf Wikimedia Commons | 19., Döbling     | Grinzing          | Standort |
| Muckenthal            | | Weitere Bilder auf Wikimedia Commons | 19., Döbling     | Grinzing          | Standort |
| Pisenkopf             | | Weitere Bilder auf Wikimedia Commons | 19., Döbling     | Grinzing          | Standort |
| Point                 | | Weitere Bilder auf Wikimedia Commons | 19., Döbling     | Grinzing          | Standort |
| Reisenberg            | | Weitere Bilder auf Wikimedia Commons | 19., Döbling     | Grinzing          | Standort |
| Ring                  | | Weitere Bilder auf Wikimedia Commons | 19., Döbling     | Grinzing          | Standort |
| Schenkenberg          | Bild gesucht BW                                                                                                |                                      | 19., Döbling     | Grinzing          | Standort |
| Schreibern            | Bild gesucht BW                                                                                                |                                      | 19., Döbling     | Grinzing          | Standort |
| Seidenhaus            | | Weitere Bilder auf Wikimedia Commons | 19., Döbling     | Grinzing          | Standort |
| Sommeregg             | | Weitere Bilder auf Wikimedia Commons | 19., Döbling     | Grinzing          | Standort |
| Steinberg             | | Weitere Bilder auf Wikimedia Commons | 19., Döbling     | Grinzing          | Standort |
| Thorsäulen            | Bild gesucht BW                                                                                                |                                      | 19., Döbling     | Grinzing          | Standort |
| Wagenspaer            | | Weitere Bilder auf Wikimedia Commons | 19., Döbling     | Grinzing          | Standort |
| Goaßkeller            | |                                      | 19., Döbling     | Heiligenstadt     | Standort |
| Haarlocke             | |                                      | 19., Döbling     | Heiligenstadt     | Standort |
| Mitterberg            | | Weitere Bilder auf Wikimedia Commons | 19., Döbling     | Heiligenstadt     | Standort |
| Plagen                | | Weitere Bilder auf Wikimedia Commons | 19., Döbling     | Heiligenstadt     | Standort |
| Rothen                | |                                      | 19., Döbling     | Heiligenstadt     | Standort |
| Schinaweisen          | Bild gesucht BW                                                                                                |                                      | 19., Döbling     | Heiligenstadt     | Standort |
| Schlegel              | |                                      | 19., Döbling     | Heiligenstadt     | Standort |
| Schmerbern            | Bild gesucht BW                                                                                                |                                      | 19., Döbling     | Heiligenstadt     | Standort |
| Unger                 | |                                      | 19., Döbling     | Heiligenstadt     | Standort |
| Neusatz               | |                                      | 19., Döbling     | Josefsdorf        | Standort |
| Pratteln              | |                                      | 19., Döbling     | Josefsdorf        | Standort |
| Altweingarten         | | Weitere Bilder auf Wikimedia Commons | 19., Döbling     | Kahlenbergerdorf  | Standort |
| Biberstein            | Bild gesucht BW                                                                                                |                                      | 19., Döbling     | Kahlenbergerdorf  | Standort |
| Dreizehnvierteln      | Bild gesucht BW                                                                                                |                                      | 19., Döbling     | Kahlenbergerdorf  | Standort |
| Gebhardin             | Bild gesucht BW                                                                                                |                                      | 19., Döbling     | Kahlenbergerdorf  | Standort |
| Gunersdorferin        | |                                      | 19., Döbling     | Kahlenbergerdorf  | Standort |
| Hacken                | Bild gesucht BW                                                                                                |                                      | 19., Döbling     | Kahlenbergerdorf  | Standort |
| Jungherrn             | | Weitere Bilder auf Wikimedia Commons | 19., Döbling     | Kahlenbergerdorf  | Standort |
| Kuchelviertel         | |                                      | 19., Döbling     | Kahlenbergerdorf  | Standort |
| Lengersfellner        | Bild gesucht BW                                                                                                |                                      | 19., Döbling     | Kahlenbergerdorf  | Standort |
| Plachen               | |                                      | 19., Döbling     | Kahlenbergerdorf  | Standort |
| Raflerjoch            | |                                      | 19., Döbling     | Kahlenbergerdorf  | Standort |
| Reihmacher            | | Weitere Bilder auf Wikimedia Commons | 19., Döbling     | Kahlenbergerdorf  | Standort |
| Schederl              | Bild gesucht BW                                                                                                |                                      | 19., Döbling     | Kahlenbergerdorf  | Standort |
| Scheibling            | |                                      | 19., Döbling     | Kahlenbergerdorf  | Standort |
| Zinken                | Bild gesucht BW                                                                                                |                                      | 19., Döbling     | Kahlenbergerdorf  | Standort |
| Hofstädten            | | Weitere Bilder auf Wikimedia Commons | 19., Döbling     | Neustift am Walde | Standort |
| Mitterberg            | | Weitere Bilder auf Wikimedia Commons | 19., Döbling     | Neustift am Walde | Standort |
| Neuberg               | | Weitere Bilder auf Wikimedia Commons | 19., Döbling     | Neustift am Walde | Standort |
| Aichel                | Bild gesucht BW                                                                                                |                                      | 19., Döbling     | Nussdorf          | Standort |
| Burgstall             | Bild gesucht BW                                                                                                |                                      | 19., Döbling     | Nussdorf          | Standort |
| Dennen                | |                                      | 19., Döbling     | Nussdorf          | Standort |
| Erinnerungsgarten     | | Weitere Bilder auf Wikimedia Commons | 19., Döbling     | Nussdorf          | Standort |
| Gaisruck              | Bild gesucht BW                                                                                                |                                      | 19., Döbling     | Nussdorf          | Standort |
| Gollin                | |                                      | 19., Döbling     | Nussdorf          | Standort |
| Kerninger             | |                                      | 19., Döbling     | Nussdorf          | Standort |
| Langteufel            | |                                      | 19., Döbling     | Nussdorf          | Standort |
| Obere Schos           | | Weitere Bilder auf Wikimedia Commons | 19., Döbling     | Nussdorf          | Standort |
| Platte                | Bild gesucht BW                                                                                                |                                      | 19., Döbling     | Nussdorf          | Standort |
| Preussen              | |                                      | 19., Döbling     | Nussdorf          | Standort |
| Rosengartel           | |                                      | 19., Döbling     | Nussdorf          | Standort |
| Schalon               | |                                      | 19., Döbling     | Nussdorf          | Standort |
| Schöne Mauer          | |                                      | 19., Döbling     | Nussdorf          | Standort |
| Schweizerberg         | | Weitere Bilder auf Wikimedia Commons | 19., Döbling     | Nussdorf          | Standort |
| Serfellner            | |                                      | 19., Döbling     | Nussdorf          | Standort |
| Ulm                   | |                                      | 19., Döbling     | Nussdorf          | Standort |
| Untere Schos          | |                                      | 19., Döbling     | Nussdorf          | Standort |
| Weisleiten            | | Weitere Bilder auf Wikimedia Commons | 19., Döbling     | Nussdorf          | Standort |
| Zeisenbügel           | Bild gesucht BW                                                                                                |                                      | 19., Döbling     | Nussdorf          | Standort |
| Zither                | Bild gesucht BW                                                                                                |                                      | 19., Döbling     | Nussdorf          | Standort |
| Am Himmel             | |                                      | 19., Döbling     | Obersievering     | Standort |
| Gallein               | |                                      | 19., Döbling     | Obersievering     | Standort |
| Görgen                | |                                      | 19., Döbling     | Obersievering     | Standort |
| Gspött                | |                                      | 19., Döbling     | Obersievering     | Standort |
| Hackenberg            | |                                      | 19., Döbling     | Obersievering     | Standort |
| Haseleck              | |                                      | 19., Döbling     | Obersievering     | Standort |
| Hinterleiten          | |                                      | 19., Döbling     | Obersievering     | Standort |
| Hohe Berge            | |                                      | 19., Döbling     | Obersievering     | Standort |
| Ortern                | |                                      | 19., Döbling     | Obersievering     | Standort |
| Reissern              | | Weitere Bilder auf Wikimedia Commons | 19., Döbling     | Obersievering     | Standort |
| Öllern                | |                                      | 19., Döbling     | Pötzleinsdorf     | Standort |
| Mitterberg            | |                                      | 19., Döbling     | Salmannsdorf      | Standort |
| Neuberg               | |                                      | 19., Döbling     | Salmannsdorf      | Standort |
| Hungerberg            | |                                      | 19., Döbling     | Unterdöbling      | Standort |
| Bellevue              | |                                      | 19., Döbling     | Untersievering    | Standort |
| Hackenberg            | |                                      | 19., Döbling     | Untersievering    | Standort |
| Hornsperg             | |                                      | 19., Döbling     | Untersievering    | Standort |
| Kaasgraben            | |                                      | 19., Döbling     | Untersievering    | Standort |
| Pfeffer               | |                                      | 19., Döbling     | Untersievering    | Standort |
| Auckenthal            | Riede Auckental in Stammersdorf, Blick von der Zwerchbreitelngasse Richtung Süden zum Milleniums-Tower         |                                      | 21., Floridsdorf | Stammersdorf      | Standort |
| Braschen              | Bild gesucht BW                                                                                                |                                      | 21., Floridsdorf | Stammersdorf      | Standort |
| Breiten               | |                                      | 21., Floridsdorf | Stammersdorf      | Standort |
| Erdln                 | Stammersdorf Riede Erdln                                                                                       | Weitere Bilder auf Wikimedia Commons | 21., Floridsdorf | Stammersdorf      | Standort |
| Falkenberg            | | Weitere Bilder auf Wikimedia Commons | 21., Floridsdorf | Stammersdorf      | Standort |
| Gabrissen             | | Weitere Bilder auf Wikimedia Commons | 21., Floridsdorf | Stammersdorf      | Standort |
| Gernen                | | Weitere Bilder auf Wikimedia Commons | 21., Floridsdorf | Stammersdorf      | Standort |
| Gritschen             | |                                      | 21., Floridsdorf | Stammersdorf      | Standort |
| Gschefern             | | Weitere Bilder auf Wikimedia Commons | 21., Floridsdorf | Stammersdorf      | Standort |
| Haussätzen            | Stammersdorf Riede Haussätzen                                                                                  |                                      | 21., Floridsdorf | Stammersdorf      | Standort |
| Herrnholz             | |                                      | 21., Floridsdorf | Stammersdorf      | Standort |
| Hochfeld              | | Weitere Bilder auf Wikimedia Commons | 21., Floridsdorf | Stammersdorf      | Standort |
| Hofbreiten            | |                                      | 21., Floridsdorf | Stammersdorf      | Standort |
| Jungenberg            | | Weitere Bilder auf Wikimedia Commons | 21., Floridsdorf | Stammersdorf      | Standort |
| Kebeln                | Bild gesucht BW                                                                                                |                                      | 21., Floridsdorf | Stammersdorf      | Standort |
| Kirchberg             | |                                      | 21., Floridsdorf | Stammersdorf      | Standort |
| Kreften               | |                                      | 21., Floridsdorf | Stammersdorf      | Standort |
| Leere Beuteln         | | Weitere Bilder auf Wikimedia Commons | 21., Floridsdorf | Stammersdorf      | Standort |
| Luckenholz            | Bild gesucht BW                                                                                                |                                      | 21., Floridsdorf | Stammersdorf      | Standort |
| Lüssen                | |                                      | 21., Floridsdorf | Stammersdorf      | Standort |
| Neurisse              | Bild gesucht BW                                                                                                |                                      | 21., Floridsdorf | Stammersdorf      | Standort |
| Neusätzen             | Die Riede Neusätzen in Stammersdorf, Blick vom Breitenweg Richtung Süden zu Stadt, im Hintergrund der Anninger |                                      | 21., Floridsdorf | Stammersdorf      | Standort |
| Raiffel               | Bild gesucht BW                                                                                                |                                      | 21., Floridsdorf | Stammersdorf      | Standort |
| Rendezvouswald        | Bild gesucht BW                                                                                                |                                      | 21., Floridsdorf | Stammersdorf      | Standort |
| Rothen                | | Weitere Bilder auf Wikimedia Commons | 21., Floridsdorf | Stammersdorf      | Standort |
| Sätzen                | Riede Sätzen in Stammersdorf                                                                                   | Weitere Bilder auf Wikimedia Commons | 21., Floridsdorf | Stammersdorf      | Standort |
| Steinbügeln           | | Weitere Bilder auf Wikimedia Commons | 21., Floridsdorf | Stammersdorf      | Standort |
| Strizzeln             | Bild gesucht BW                                                                                                |                                      | 21., Floridsdorf | Stammersdorf      | Standort |
| Tachlern              | |                                      | 21., Floridsdorf | Stammersdorf      | Standort |
| Vorleithen            | |                                      | 21., Floridsdorf | Stammersdorf      | Standort |
| Wiesthalen            | | Weitere Bilder auf Wikimedia Commons | 21., Floridsdorf | Stammersdorf      | Standort |
| Zwerchbreiteln        | |                                      | 21., Floridsdorf | Stammersdorf      | Standort |
| Untere Sätzen         | | Weitere Bilder auf Wikimedia Commons | 21., Floridsdorf | Strebersdorf      | Standort |
| Stadlbreiten          | |                                      | 22., Donaustadt  | Breitenlee        | Standort |
| Süßenbrunn            | |                                      | 22., Donaustadt  | Süßenbrunn        | Standort |
| Neuberg               | | Weitere Bilder auf Wikimedia Commons | 23., Liesing     | Kalksburg         | Standort |
| Reisberg              | | Weitere Bilder auf Wikimedia Commons | 23., Liesing     | Kalksburg         | Standort |
| Himmel                | |                                      | 23., Liesing     | Liesing           | Standort |
| Sätzen                | | Weitere Bilder auf Wikimedia Commons | 23., Liesing     | Liesing           | Standort |
| Kadolzberg            | | Weitere Bilder auf Wikimedia Commons | 23., Liesing     | Mauer             | Standort |
| Kroissberg            | | Weitere Bilder auf Wikimedia Commons | 23., Liesing     | Mauer             | Standort |
| Leiten                | | Weitere Bilder auf Wikimedia Commons | 23., Liesing     | Mauer             | Standort |
| Roth-Dürren           | | Weitere Bilder auf Wikimedia Commons | 23., Liesing     | Mauer             | Standort |
| Sauberg               | | Weitere Bilder auf Wikimedia Commons | 23., Liesing     | Mauer             | Standort |
| Reisberg              | |                                      | 23., Liesing     | Rodaun            | Standort |
| Zugberg               | | Weitere Bilder auf Wikimedia Commons | 23., Liesing     | Rodaun            | Standort |